# ダイナマイト・プランジャー

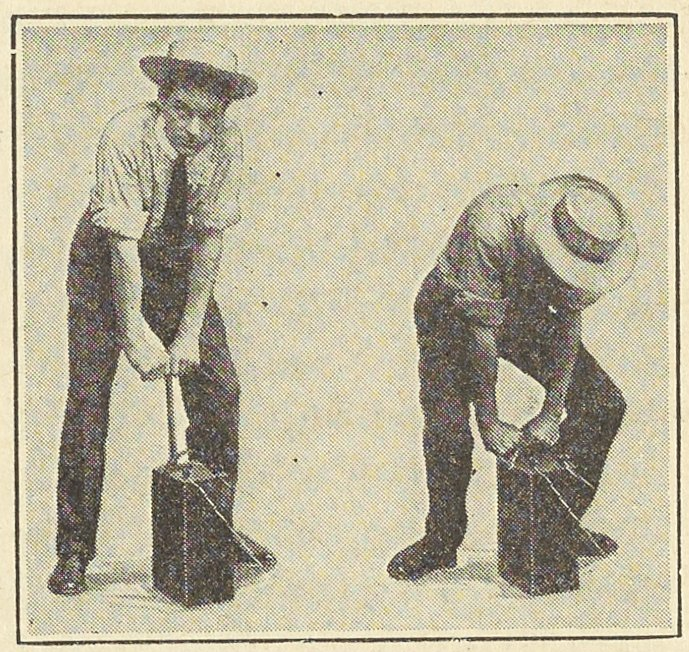
デュポン社製ダイナマイト・プランジャーを操作する様子

ダイナマイト・プランジャー（英語: Dynamite Plunger）は、電気雷管を用いた発破の際に用いられる発破器である。T字型のハンドルを勢いよく押し込むと、ダイナモにより発電が行われ、接続された電気雷管が起爆される。

## 概要

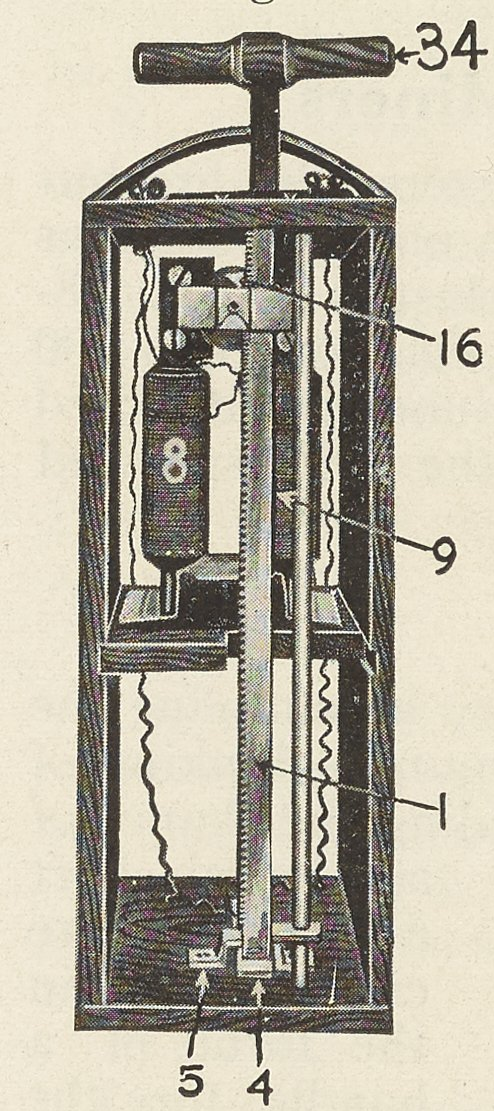
デュポン社製発破器の構造図。
ハンドル（34）、ラックバー（1）、電機子（16）、界磁（8,9）、コンタクトスプリング（4）、ブリッジ部（5）

電気発破法（電気雷管を用いた発破）において、電流の供給源を電気発破装置と称し、機械的発破器、乾電池及び充電池、電灯線および電力線等の利用の3種に大別される。単に電気発破器という場合、通常はこのうちの機械的発破器を指す。
電気発破器は、一種の人力発電機である。発電方法によってマグネトー式とダイナモ式の2種類に分けられる。マグネトー式は永久磁石界磁の間で電機子を回転させて発電を行う。構造上発生電力が少なく、ダイナモ式の普及後はいわゆるポケット型など小型かつ低出力の発破器でもっぱら使われた。一方、ダイナモ式は電磁石界磁を用いており、発生電力はマグネトー式よりも大きい。加えて、電機子を回転させるための構造によって、把手回転式、把手捻転式、ラックバー式、プルオーバー式、ゼンマイ式などに分類される。いわゆるダイナマイト・プランジャーは、ダイナモ式かつラックバー式の電気発破器である。
ダイナマイト・プランジャー、すなわちT字型のハンドルを特徴とする箱型の電気発破器は、ダイナモとラック・アンド・ピニオンを利用した装置である。つまり、T字型のハンドルを押し込む直線運動をラック・アンド・ピニオンによって回転運動へと変換し、これをダイナモに伝えることで発電を行うのである。一般的に、ハンドルを引き上げる際には発電が行われないよう、電機子にはラチェットなどが組み込まれている。
人力発電を利用する発破器は、力が加えられた時点から電荷が生じるが、発破のための適切な電流を得るためには、これを蓄積した上で瞬間的に電気雷管へと伝えることが求められる。初期にはライデン瓶など原始的な蓄電器を組み込んだモデルがあったほか、後には1900年代から商業的な生産が始まったコンデンサや原始的な充電池を組み込んだモデルも流通した。しかし、この種の発破器においては、より単純なフライホイールなどを用いることの方が多かった。
十分に蓄積された電荷を電気雷管を含む回路へと流すためには、何らかのスイッチが必要となる。ダイナマイト・プランジャーの場合、ハンドルが最後まで押し下げられ、ラックバーが本体の底部に触れた時点で回路へと接続される構造が多かった。

### デュポン社の製品
デュポン社では、基本的な構造を踏襲しつつ、大きさと出力が異なる各種発破器が開発された。例えば、冊子『Blasting Accessories』の1925年版に掲載されている製品では、ポケット型では最大3個、No.2型では最大10個、No.3型では最大30個、No.3-A型では最大50個の電気雷管を同時に起爆できた。
T字型のハンドルは、歯が刻まれたラックバーに固定されている。ハンドルを下方向に押し込むと、ラックバーがピニオンと噛み合って電機子を回転させ、以て筋力を電力へと変換する。さらに、ラックバーが完全に押し下げられると、その下にあるコンタクトスプリングが押しつぶされる。コンタクトスプリングとブリッジ部には、それぞれプラチナ製ベアリングが取り付けられている。普段はコンタクトスプリングの力でベアリング同士が接し、内部で巻線界磁を介する回路を構成しており、短絡の状態にある。デュポン社の製品においては、この構造によってラックバーが押し切られるまでの間に電流の蓄積および増幅が行われる。コンタクトスプリングが押しつぶされると、この回路が切断され、電流が端子を通じて外部へと流れるようになる。
使用にあたり、発破器は平坦かつ安定した場所に傾かないように設置しなければならない。その後、電気雷管を含む回路を接続し、ハンドルを上まで引き上げて起爆準備が完了する。力強く一気にハンドルを押し下げることで発電された電流が雷管へと流れ、これを起爆する。電流の蓄積が行われるため、押し下げるほどハンドルは重くなる。ハンドルを押し込む勢いが足りないと十分な発電が行われない。また、途中で止めると内部の回路が切断されず、起爆が行えない。
永久磁石が組み込まれたポケット型というモデルもある。ポケット型の場合、ハンドルを取り付け、これを素早く時計回りに回転させることで発電を行う。通常、ポケット型は3つまでの雷管を同時に起爆できるが、安全のため単一の雷管のみ起爆できるように出力を制限したパーミッサブル・ポケット型も販売されていれた。

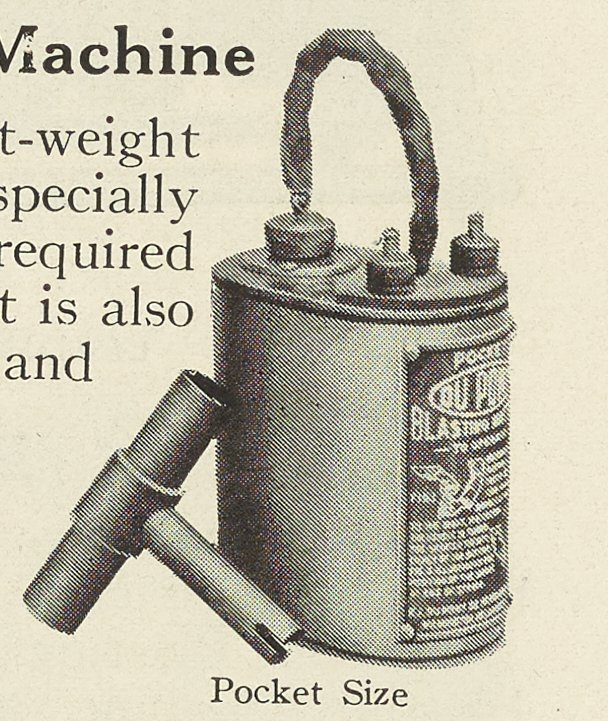
ポケット型
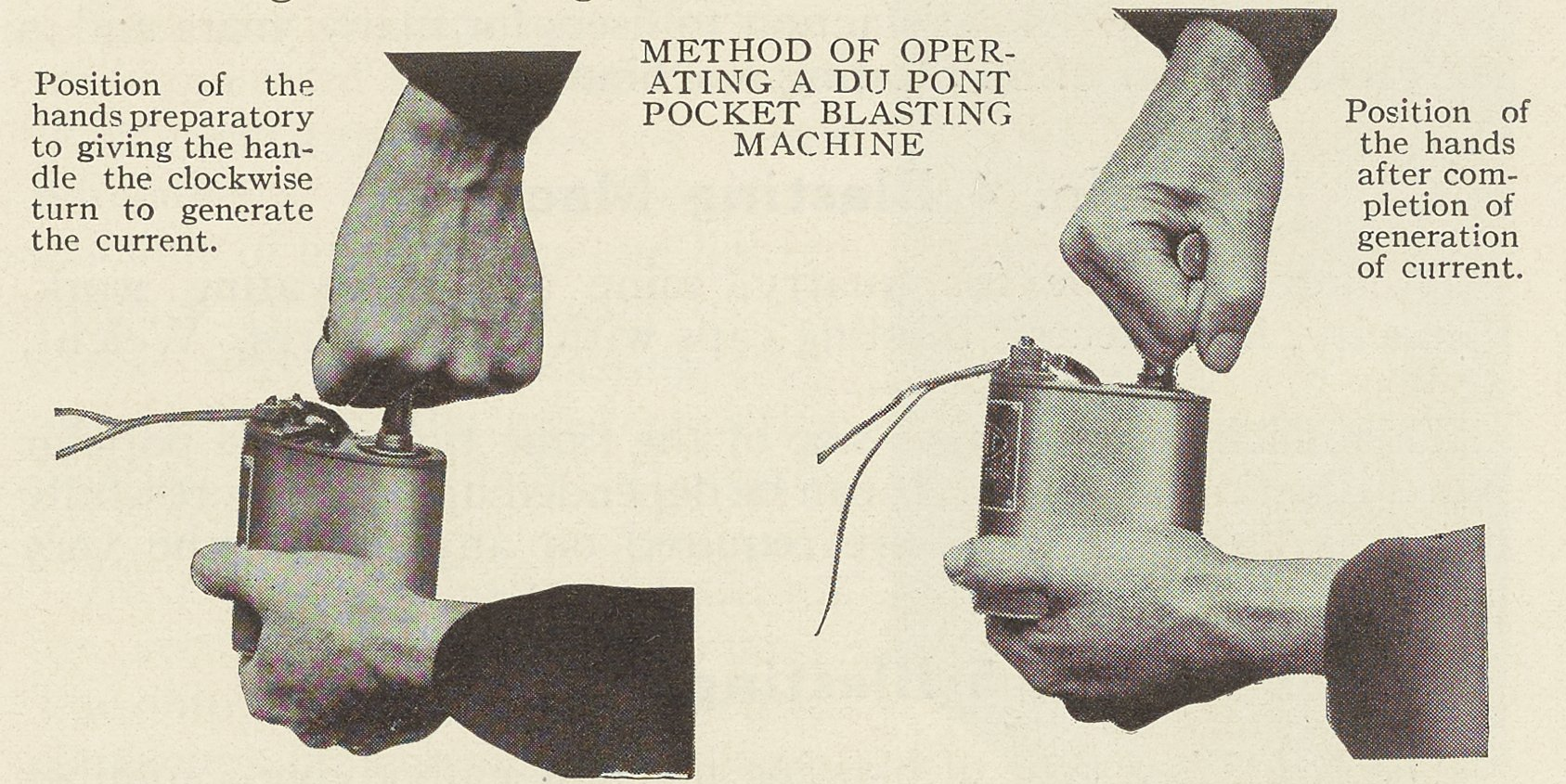
ポケット型の操作方法
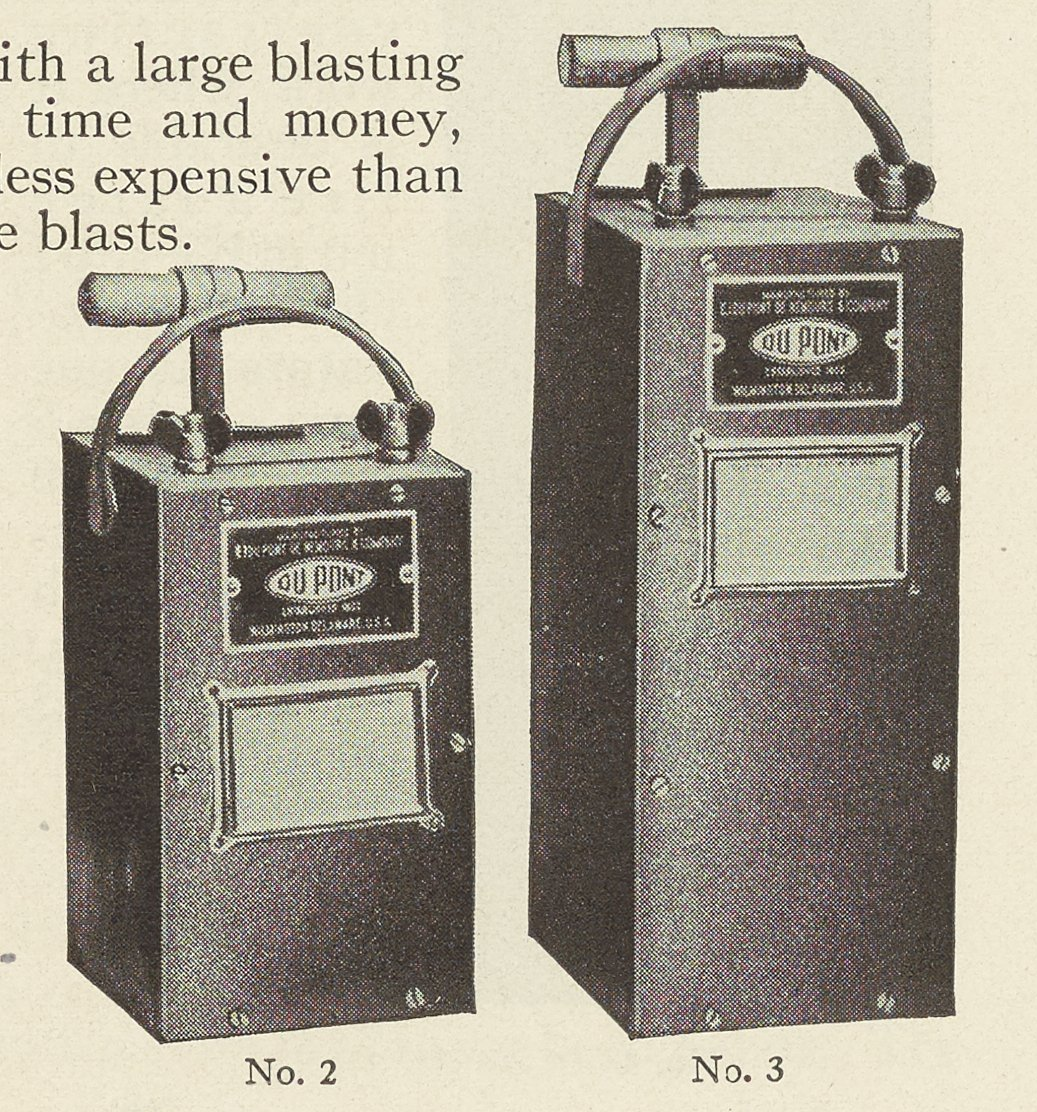
No.2型とNo.3型

## 歴史
発破作業の規模が大きくなるにつれて、多数のダイナマイトを同時に起爆させる必要から、従来の導火線式雷管に代わって電気雷管の普及が進んだ。1805年頃から電気を用いた起爆が行われるようになり、オーストリアでは1852年から電源のガルバニ電池とコイルの塊でできた変圧器で昇圧した起爆装置が使われ始めた。しかし、電池と変圧器の組み合わせは野外で運用するには重くかさばりすぎて不便だった。
1860年代、ジークフリート・マルクスがマグネトーとT字型ハンドルを組み合わせた発破器を発明した。この装置はヴィーナー・ツュンダー（Wiener Zünder）、すなわちウィーン型発破器と称された。ただし、依然として重量があり、また電流の弱さが欠点として指摘された。後にマルクスは背嚢型で持ち運びが容易なモデルも設計した。1868年、ヴェルナー・フォン・ジーメンスがマグネトーの代わりにダイナモを組み込んだ発破器を設計し、中央ヨーロッパで瞬く間に普及した。マグネトー式と比較して、ダイナモ式は平流電流を作りやすく、軽量化も容易であった。
電気雷管が高度化するにつれて、起爆にはより高い電圧が必要とされるようになった。これにより、静電気や迷走電流による誤動作が避けられると考えられたのである。これに対応できるように、人力発電を用いた発破器にも出力トランスやギア、コンデンサなどが組み込まれるようになった。この頃にはT字型ハンドルを備えるダイナマイト・プランジャーよりも、連続した発電が容易な手回し式の発破器が主流になった。
より高度な発破器が普及して実用上の機材としては廃れた後も、映画やテレビ番組における描写を通じた印象のため、ダイナマイト・プランジャーはフィクションにおける「起爆装置」のアイコンであり続けた。例えば、アニメ『ルーニー・テューンズ』では、ワイリー・コヨーテがしばしばダイナマイト・プランジャーを使用した。そのほか、花火の打ち上げなどのショーにおいては、実際の起爆はコンソールを通じて制御される電子式発破器で行われているとしても、演出上の小道具としてダイナマイト・プランジャーを模したものが用いられることがある。

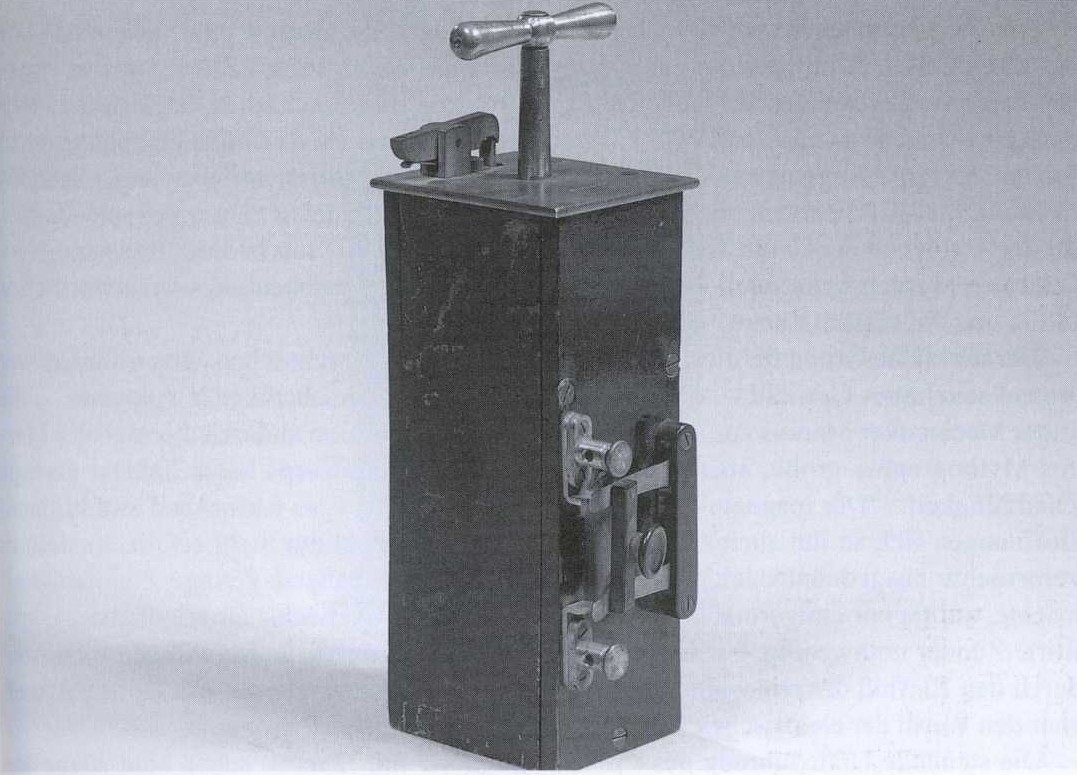
マルクスが設計したヴィーナー・ツュンダー（1864年）
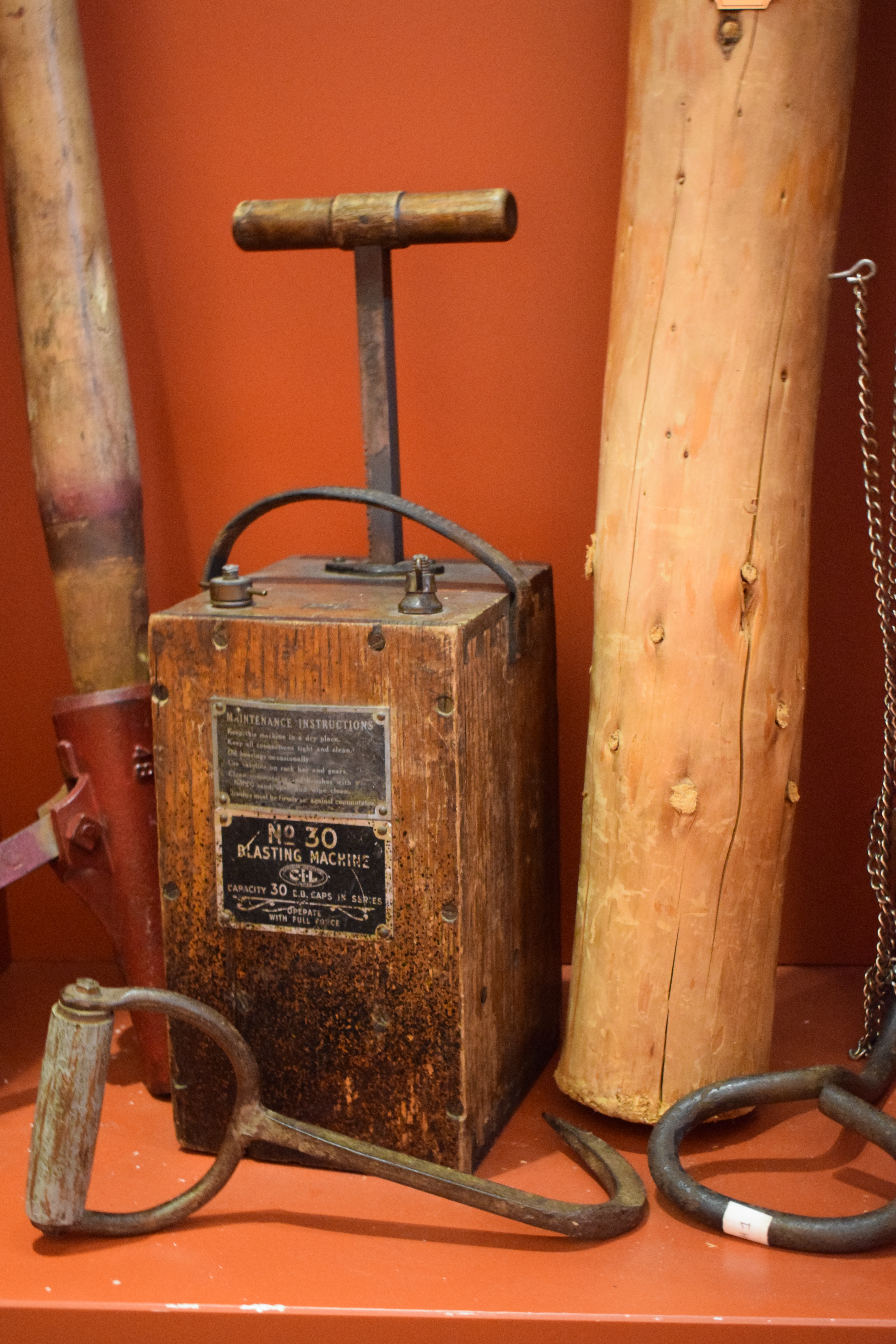
カナダのCIL社が設計したダイナモ式発破器No.30
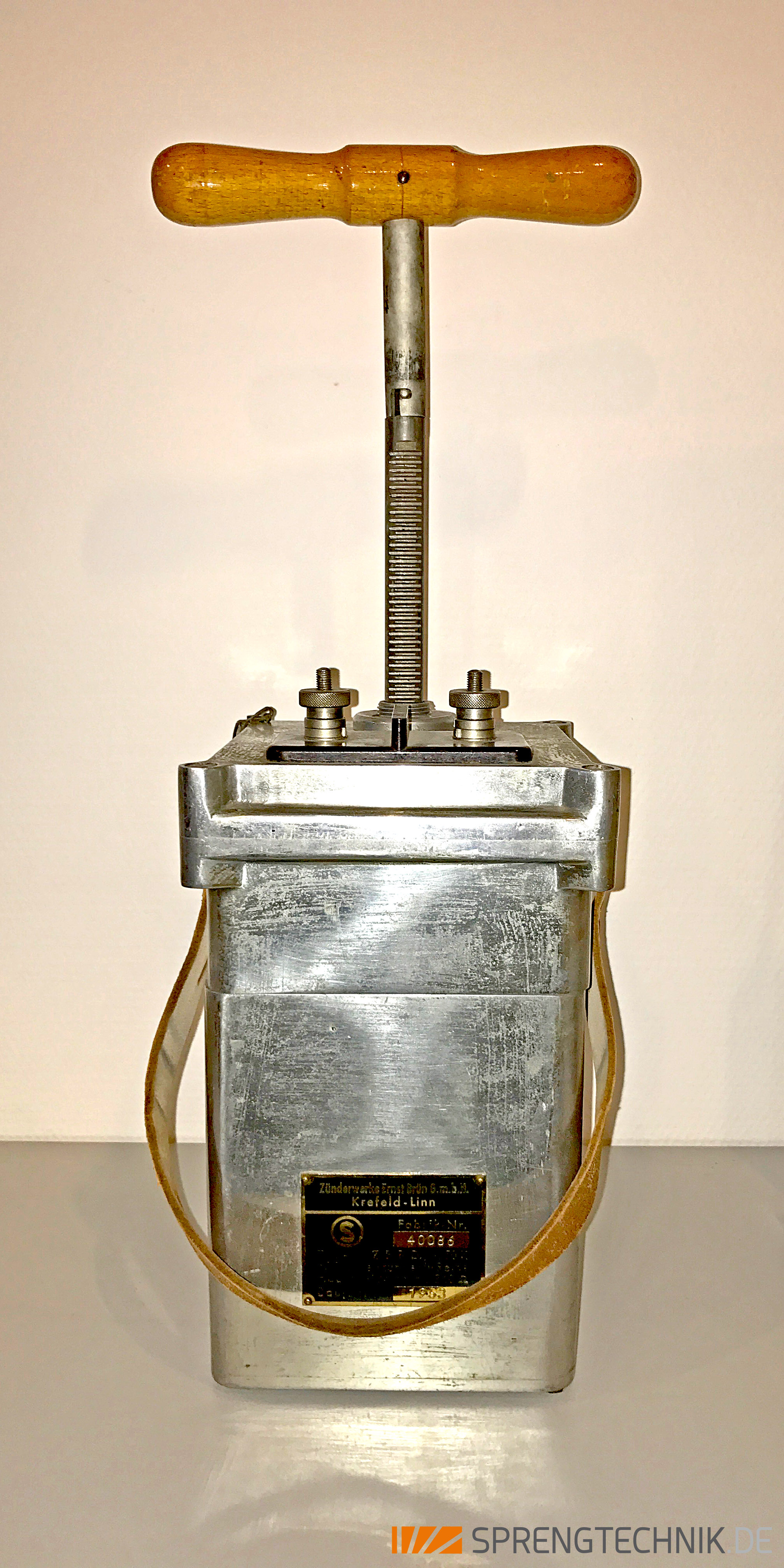
ドイツのZEB社が設計したダイナモ式発破器（1953年頃製造）
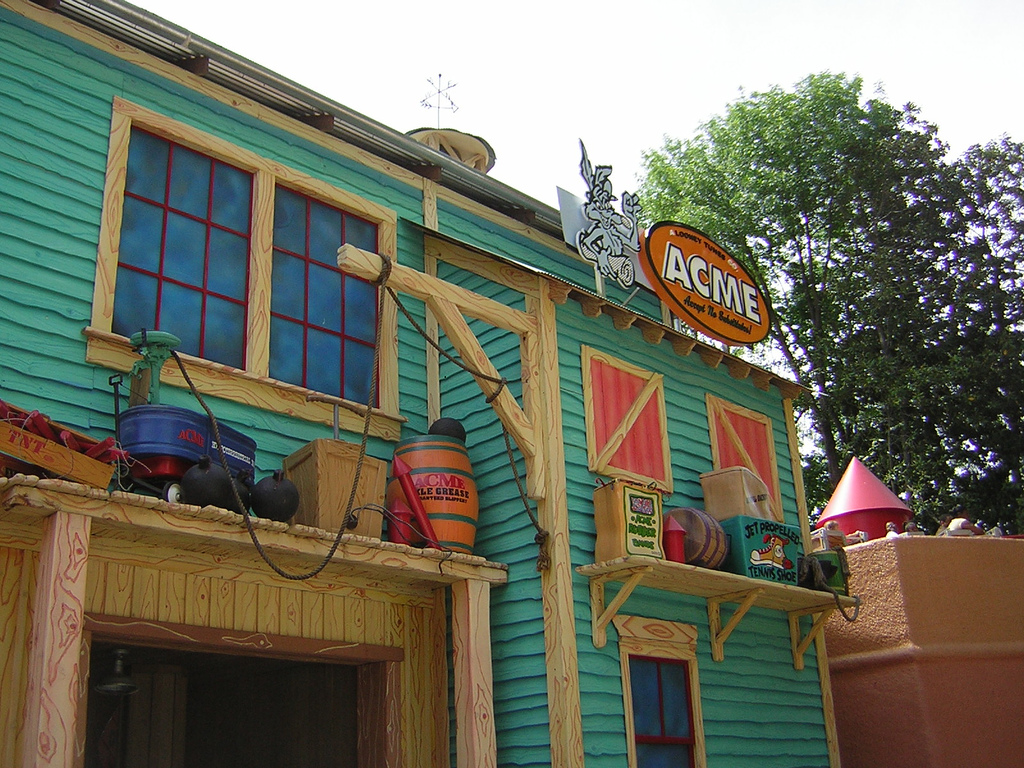
『ルーニー・テューンズ』の世界観を再現した遊園地のセット。作中でワイリー・コヨーテが愛用した発破器も置かれている。